# Devanagari

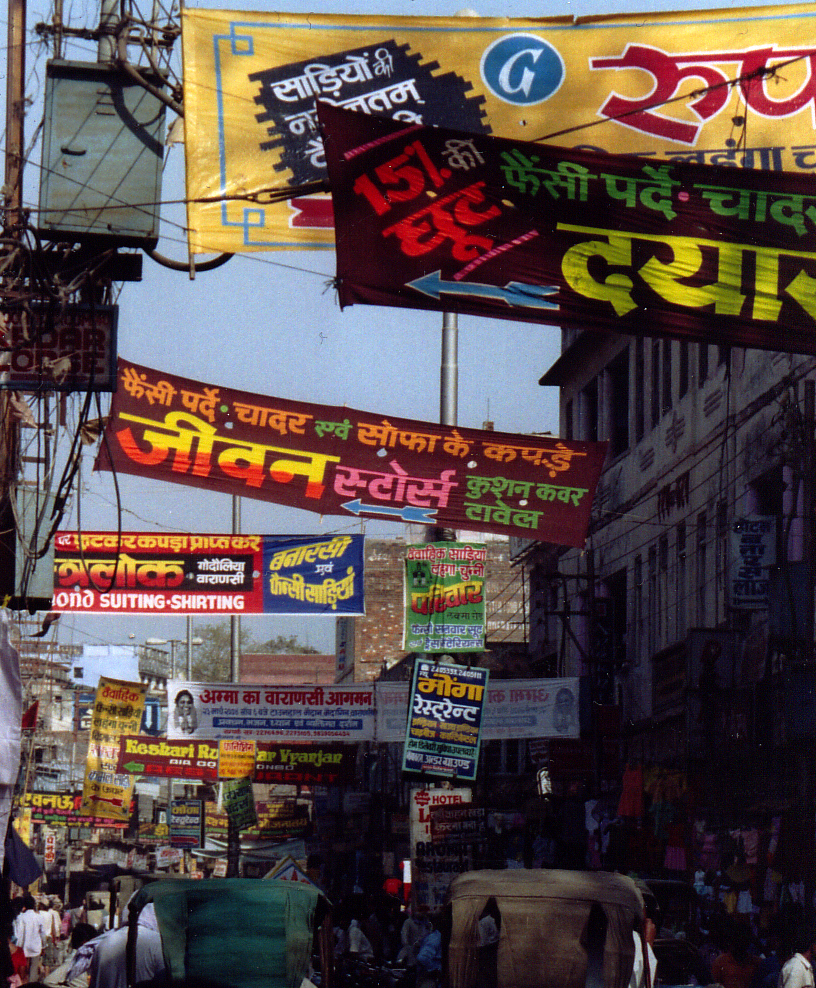
Devanagari op spandoeken in de Indiase stad Varanasi.

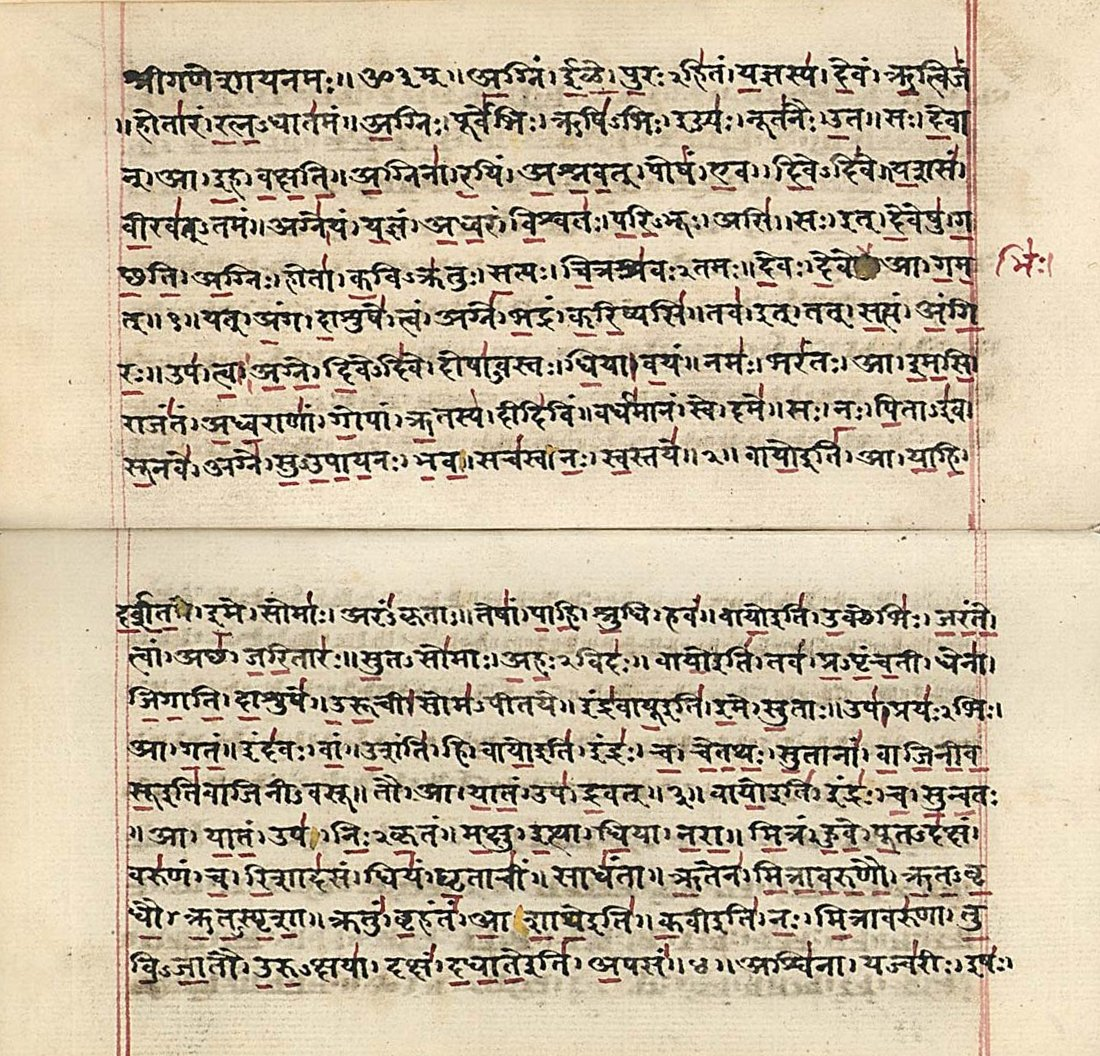
Manuscript uit de 19de eeuw

Het Devanāgarī (देवनागरी) of Nāgarī is een abugida (schriftsysteem), behorend tot de Brahmische schriften. Het Devanagari wordt door verschillende Indo-Arische talen gebruikt, waaronder Hindi, Nepalees en het Marathi. Het wordt sinds zijn ontstaan vooral gebruikt door talen als Sanskriet en Prakrit, die religieuze functies vervullen binnen de Indiase maatschappij.

## Oorsprong
Het Devanagari ontstond rond 1200 uit het Siddham en verving langzaam het nauw verwante Sharada, dat nog lange tijd parallel in Kasjmir gebruikt zou worden. Beide zijn directe afstammelingen van het Gupta, dat wordt beschouwd als een late versie van het Brahmi, dat teruggaat tot de derde eeuw voor Christus.

## Karakters
Het Devanagari is een syllabisch schrift dat men als een abugida kan beschouwen, aangezien op iedere medeklinker een inherente klinker (a) volgt, die gewijzigd kan worden met een klinkerteken. Zo stelt het teken voor v (व) eigenlijk de lettergreep va voor. De tekens die gezamenlijk een woord vormen worden gewoonlijk doorverbonden door een bovenliggende streep, maar er zijn lettertekens die deze streep doorbreken. Een van de bekendste devanagaritekens, ॐ (de Om- of Aum-mantra), is eigenlijk de ligatuur van ओ+ँ. 

### Klinkers
| Klinker             | Transliteratie | Uitspraak                                                     |
| ------------------- | -------------- | ------------------------------------------------------------- |
| अ                   | a              | als in 'kat'                                                  |
| आ                   | aa             | 'aa' ong. als in 'haat'                                       |
| इ                   | i              | 'i' als in 'ik'                                               |
| ई                   | ii             | 'ie' als in 'wiel'                                            |
| उ                   | u              | korte 'oe' als in 'Oekraïne'                                  |
| ऊ                   | uu             | lange 'oe' als in 'boer'                                      |
| ऋ                   | RRi            | r als (half)klinker                                           |
| ॠ                   | RRI            | idem, lang, (niet vaak gebruikt)                              |
| ऌ                   | LLi            | l als halfklinker, (niet vaak gebruikt)                       |
| ॡ                   | LLI            | idem, lang, (niet vaak gebruikt)                              |
| ए                   | e              | 'ee' als in 'beet'                                            |
| ऐ                   | ai             | 'aey' als in 'ei' of 'blij'                                   |
| ओ                   | o              | 'oo' als 'boon'                                               |
| औ                   | au             | 'au' als in 'auto'                                            |
| Diakritische tekens |                |                                                               |
| ः                    | aH             | visarga - voegt aspiratie toe                                 |
| ्                    |                | halant (of virāma) - verwijdert de klinker uit de lettergreep |

Midden in een woord worden de klinkers in verkorte vorm geschreven: 
- De e wordt als een soort vlag boven de streep, boven de voorafgaande medeklinker geschreven. De lettergreep de (spreek uit: 'dee') als in 'devanagari' wordt dan दे waarin द de medeklinker d voorstelt.
- De korte a wordt niet geschreven omdat hij automatisch in het lettergreepteken is inbegrepen als er geen klinker wordt gespecificeerd. Hij wordt in het Sanskriet als een doffe 'e' uitgesproken zoals in het Nederlandse 'de'. De lettergreep na (uitgesproken als 'ne') is bijvoorbeeld न net zoals de letter n als न wordt geschreven.
- Een lange aa wordt als een verticale streep achter de medeklinker geschreven. Dus de lettergreep na is न en de lettergreep naa wordt ना.
- Zowel de korte i als de lange ii hebben een verticale streep die met een lus aan de bijbehorende medeklinker verbonden wordt. De lettergreep rii is bijvoorbeeld री waarin र de r voorstelt. Bij de korte klinker i is er iets bijzonders aan de hand. Hier staat de verticale streep vóór het medeklinkerteken. De lettergreep gi is bijvoorbeeld गि, waarin ग de g voorstelt.
- Net als bijvoorbeeld het Frans en het Pools hebben ook het Hindi en Sanskriet nasale klinkers. Zij worden eenvoudig weergegeven door een punt boven de lijn te schrijven, bijvoorbeeld यं voor de nasale y, uitgesproken als 'yean', met het einde zoals het Franse 'Jean'. Wat de medeklinkers betreft bestaat nasalisatie in het Sanskriet enkel voor de medeklinkers n en m.

### Medeklinkers
| क | k |

| ख | kh |

| ग | g |

| घ | gh |

| ङ | ng |

| च | ch |

| छ | chh |

| ज | j |

| झ | jh |

| ञ | ny |

| ट | T |

| ठ | Th |

| ड | D |

| ढ | Dh |

| ण | N |

| त | t |

| थ | th |

| द | d |

| ध | dh |

| न | n |

| प | p |

| फ | ph |

| ब | b |

| भ | bh |

| म | m |

| य | y |

| र | r |

| ल | l |

| ळ | L |

| व | v/w |

| श | sh |

| ष | shh |

| स | s |

| ह | h |

| क्ष | ksh |

| त्र | tr |

| ज्ञ | gy/dny |

| श्र | shr |

(Er zijn veel meer samenstellingen)
De retroflexe medeklinkers worden uitgesproken met teruggebogen tong, zoals bij de Amerikaanse 'r'-klank. Het verschil tussen t en th is ongeveer het verschil tussen een Standaardnederlandse en een Groningse 't' (als in 'Marthinithoren'). 
De palatalen ch en j komen ongeveer overeen met de 'tj'- en 'dj'-klanken in 'petje' en 'bedje', of als in het Engelse 'pitch' en 'jazz'. Bij de geaspireerde versies chh en jh volgt hierop nog een 'h'-klank.

### Cijfers
In India gebruikt men ook eigen tekens voor de cijfers, zij staan dichter bij de oorspronkelijke cijfertekens, waar de westerse van afgeleid zijn:
| ० | 0 |

| १ | 1 |

| २ | 2 |

| ३ | 3 |

| ४ | 4 |

| ५ | 5 |

| ६ | 6 |

| ७ | 7 |

| ८ | 8 |

| ९ | 9 |

De hierboven gebruikte ITRANS transliteratie is een verliesloos transliteratiestelsel dat gebruikt wordt om Hindi in het Latijnse alfabet weer te geven. Het is grotendeels gebaseerd op de Engelse uitspraak van ons alfabet en wordt wijd en zijd toegepast, ook op het web. In ITRANS is het woord 'devanagari' geschreven als devanaagarii om de lange aa en ii in het woord aan te geven.

## Ondersteuning
Devanagaritekens zijn opgenomen in Unicode voor gebruik op digitale apparaten, zoals computers en telefoons, in het blok  U+0900 - U+0954. Weergave werkt alleen als het besturingssysteem van het apparaat én de gebruikte software (bijvoorbeeld en de webbrowser of tekstverwerkingsprogramma) de volledige Unicode-tabel ondersteunt. Dit is ongeveer zo vanaf Windows 2000 of Mac OS 9.2. (Om in Windows alle tekens in de juiste volgorde weer te geven, moet ook "ondersteuning voor complexe schriften" geïnstalleerd zijn.) Ook Linux- en moderne Unix-systemen hebben in het algemeen geen moeite met Devanagari via Unicode. Voor systemen die dit niet ondersteunen wordt Devanagari wel met grafische bestanden weergegeven, tabellen met Unicode kunnen bijvoorbeeld ook als plaatje worden weergegeven.